# Decanter
Decanter ist ein britisches Weinmagazin. Es erscheint seit 1975, Verlagsort ist London.

## Geschichte
Die Special-Interest-Zeitschrift wurde 1975 gegründet und erscheint heute bei IPC Media. Hauptthemengebiete waren und sind Wein und Spirituosen. Die Zeitschrift erscheint monatlich in 90 Ländern. Das Magazin beinhaltet Neuigkeiten über internationale Weinthemen, Herstellbetriebe, Winzer und Weingüter, Jahrgänge und Weinempfehlungen/Verkostungen, Auktionen und Weinblogs. Decanter organisiert die jährlich stattfindenden „Decanter World Wine Awards“.
Namhafte Fachjournalisten und Autoren wie Michael Broadbent, Jancis Robinson und Steven Spurrier schreiben für die Zeitschrift.